# Trichosanthes kirilowii
Trichosanthes kirilowii är en gurkväxtart som beskrevs av Carl Maximowicz. Trichosanthes kirilowii ingår i släktet Trichosanthes och familjen gurkväxter. Utöver nominatformen finns också underarten T. k. japonica.

## Bildgalleri

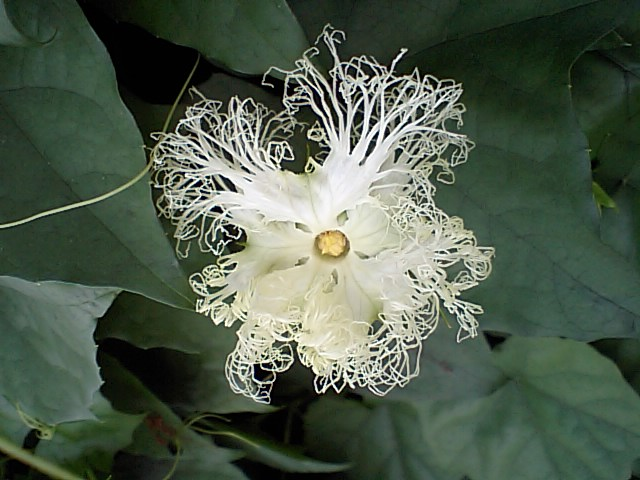
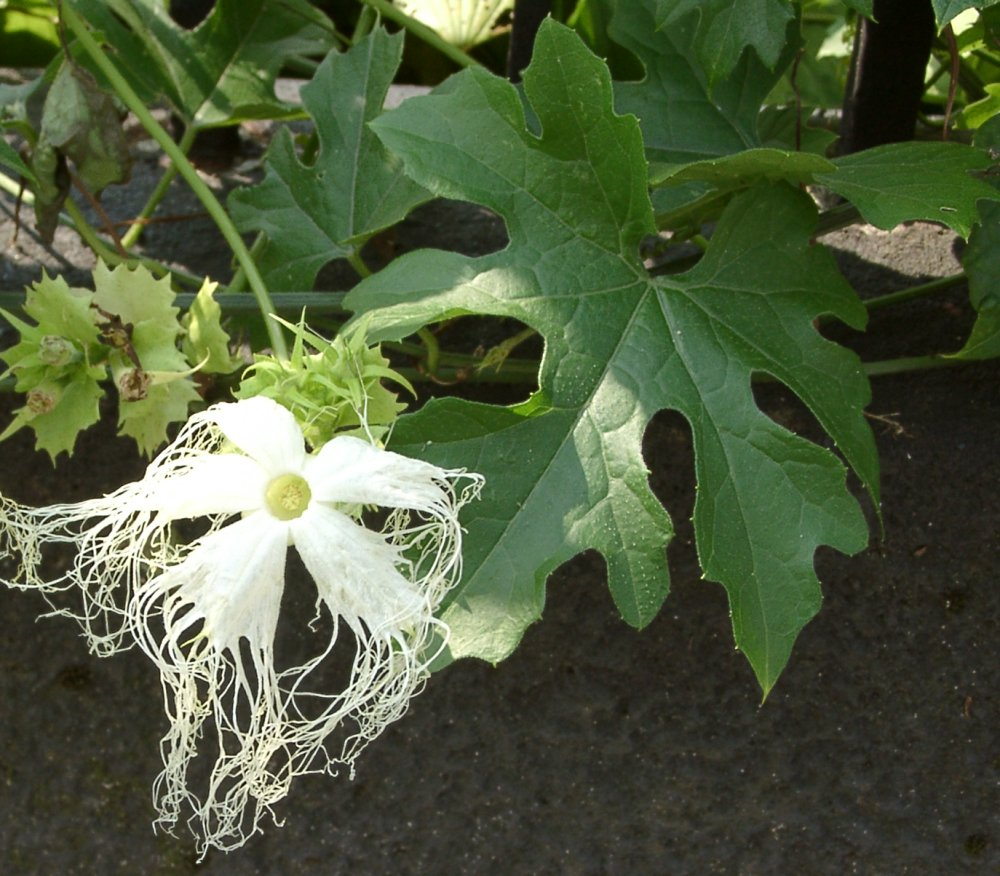
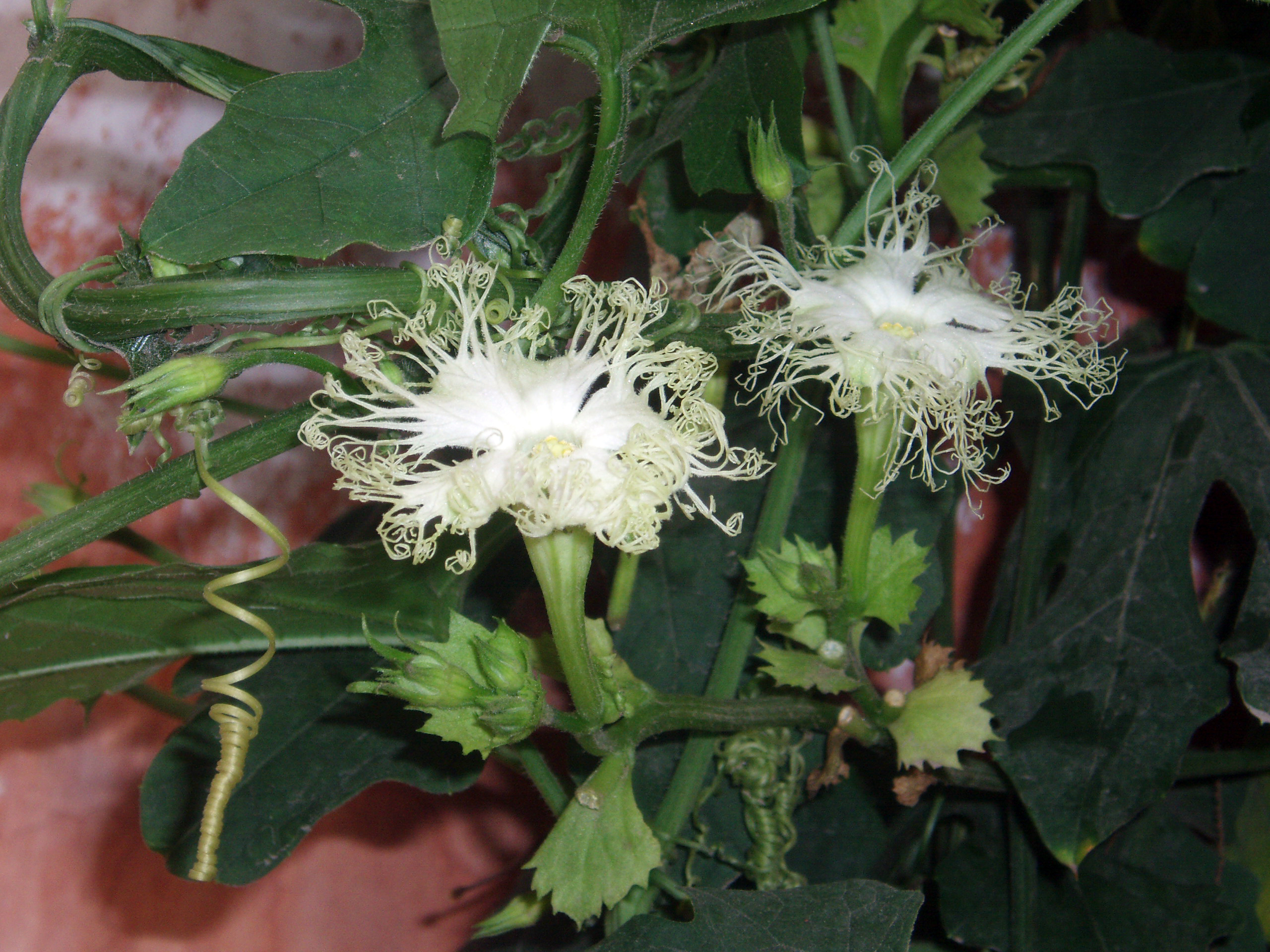
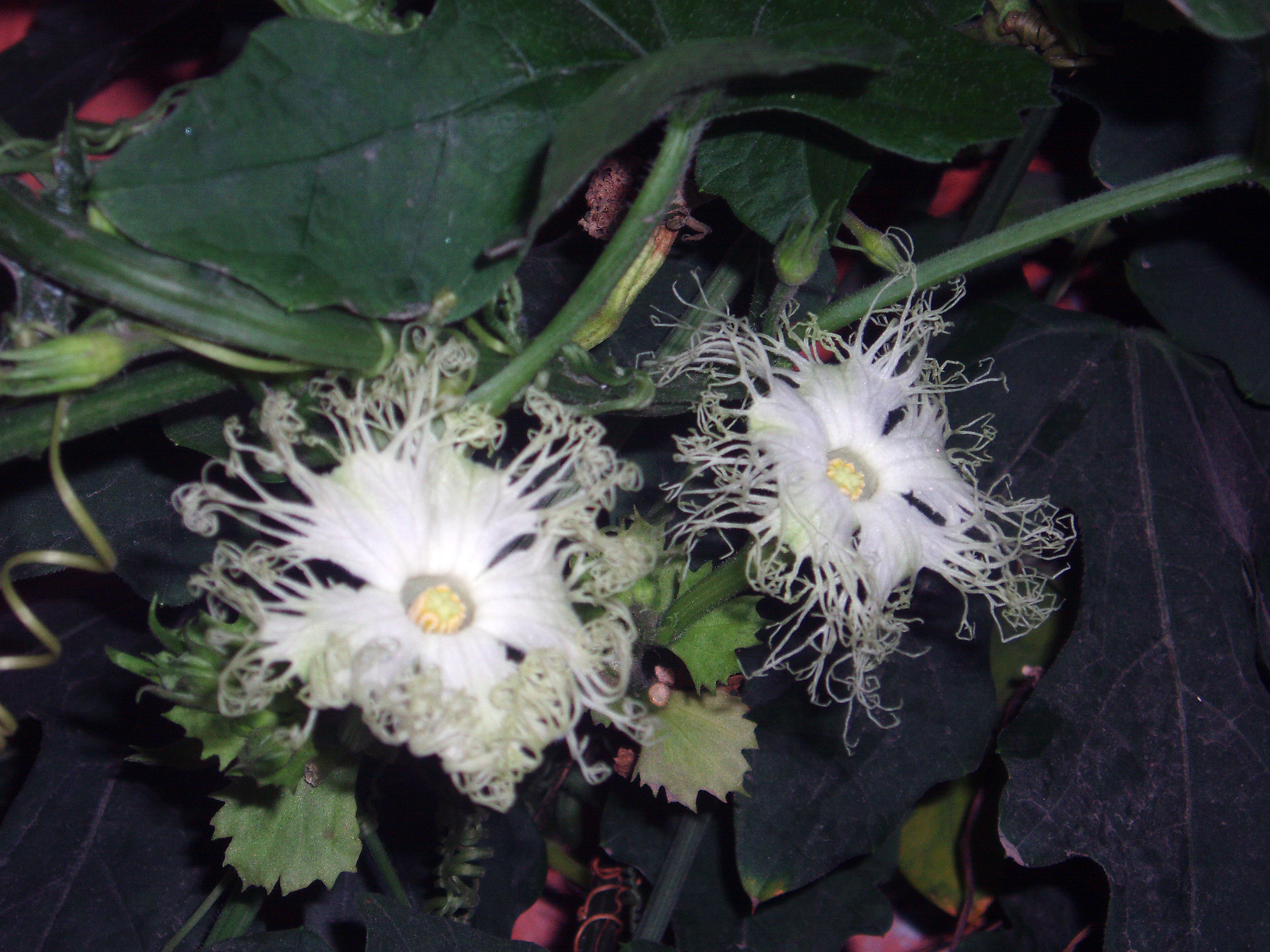
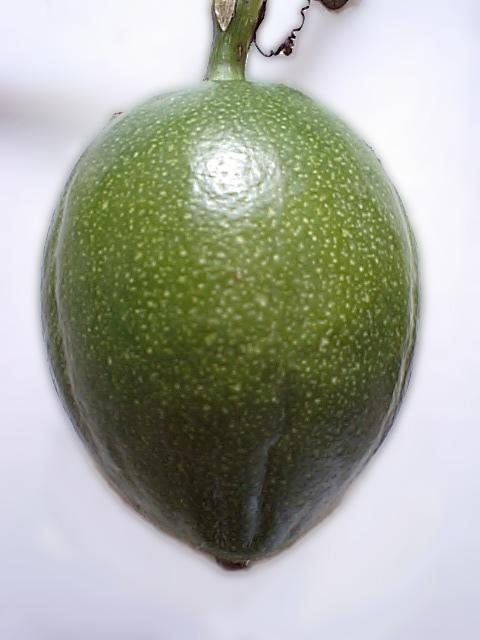
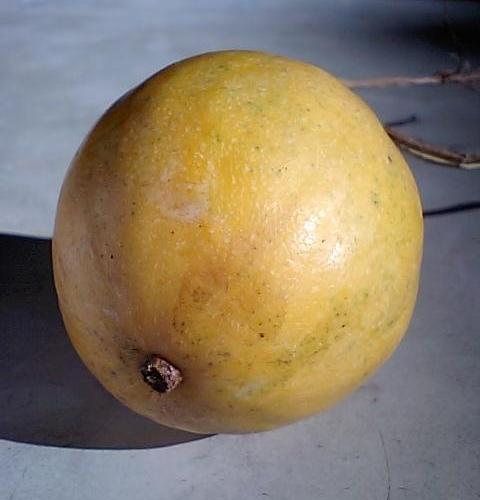